# Уразметево
Уразме́тево (рос. Уразметево, чув. Муркар) — присілок у складі Козловського району Чувашії, Росія. Входить до складу Тюрлеминського сільського поселення.
Населення — 294 особи (2010; 332 у 2002).
Національний склад:
- чуваші — 97 %

Стара назва — Уразметьєво.